# Mutation (orgue)
Pour les articles homonymes, voir Mutation.
Les mutations constituent une famille de jeux spécifiques à l'orgue qui ont comme particularité de ne pas produire la note jouée, mais un harmonique de la note. Ce sont donc des jeux transpositeurs. On les appelle aussi, mais plus rarement, aliquotes.
Les mutations les plus connues et les plus courantes, que l'on trouve pratiquement sur tous les instruments, sont le Nasard et la Tierce. Le Nasard produit une quinte et la Tierce produit une tierce. Si l'on joue sur le seul jeu de Nasard une mélodie en do majeur, par exemple une simple gamme de do majeur, bien que les doigts jouent les 7 touches correspondant aux 7 notes de la gamme de do, c'est-à-dire do ré mi fa sol la si, l'oreille entendra sol la si do ré mi fa#, c'est-à-dire la gamme de sol majeur. De même avec la tierce seule, si on joue la gamme de do, on entendra la gamme de mi, puisque mi est la tierce (on sous-entend évidemment qu'il s'agit de la tierce majeure) de do.
Les jeux de mutations ont deux fonctions essentielles dans l'art de la registration :
- ils permettent de renforcer les harmoniques de la note fondamentale pour lui donner plus de puissance, de présence et ouvrir la polyphonie, séparer les voix, faire ressortir les basses.
- ils permettent d'ajouter des « couleurs », de faire varier les timbres, d'élargir la palette sonore.

## Tableau des mutations
- H = Première colonne, indique le coefficient harmonique, il s'agit d'une suite de nombres entiers. Une fréquence ƒ Hz donnée, multipliée par ce nombre n, donne la fréquence harmonique nƒ Hz.
- Position = deuxième colonne indiquant la position de l'harmonique sur les degrés de la gamme.
- Note = troisième colonne, donnant la note exacte ou approximative produite par la mutation lorsqu'on enfonce la touche Do naturel.
- Fondamentales = colonnes 4, 5, 6, 7 et 8, donnant la hauteur en pieds de chaque mutation calculée par rapport à une des 5 fondamentales (64, 32, 16, 8 et 4 pieds). La colonne des mutations de 8 pieds est surlignée car c'est celle qui est la plus utilisée dans la fondation des jeux d'orgue.
- Noms français = colonne donnant, quand le jeu existe, le nom français qui est habituellement inscrit sur le registre, à la console.

Les jeux les plus communs ont été surlignés en bleu (ou vert dans la colonne de 8'). Mais il faut souligner que la plupart de autres jeux sont très rares, certains n'existant qu'en un seul exemplaire dans le monde !
| H  | Position | note | Fondamentales | Fondamentales | Fondamentales | Fondamentales | Fondamentales | Noms français    | Noms italiens   | Noms anglais   | Noms allemands |
| -- | -------- | ---- | ------------- | ------------- | ------------- | ------------- | ------------- | ---------------- | --------------- | -------------- | -------------- |
| 1  | unisson  | Do   | 64’           | 32’           | 16’           | 8’            | 4’            | Unisson          | Unisono         | Unison         | Grundton       |
| 2  | octave   | Do   | 32’           | 16’           | 8’            | 4’            | 2’            | Octave           | Ottava          | Eighth         | Oktave         |
| 3  | 12e      | Sol  | 21 1/3’       | 10 2/3’       | 5 1/3’        | 2 2/3’        | 1 1/3’        | Nasard (Quinte)  | Duodecima       | Twelfth        | Quinte         |
| 4  | 15e      | Do   | 16’           | 8’            | 4’            | 2’            | 1’            | Octavin          | Quintadecima    | Fifteenth      | Superoktave    |
| 5  | 17e      | Mi   | 12 4/5’       | 6 2/5’        | 3 1/5’        | 1 3/5’        | 4/5’          | Tierce           | Decimasettima   | Seventeenth    | Terz           |
| 6  | 19e      | Sol  | 10 2/3’       | 5 1/3’        | 2 2/3’        | 1 1/3’        | 2/3’          | Larigot          | Decimanona      | Nineteenth     | Quinte         |
| 7  | 21e      | Si♭  | 9 1/7’        | 4 4/7’        | 2 2/7’        | 1 1/7’        | 4/7’          | Septième         | Vigesimaprima   | Twenty-First   | Septime        |
| 8  | 22e      | Do   | 8’            | 4’            | 2’            | 1’            | 1/2’          | Superoctave      | Vigesimaseconda | Twenty-Second  | Oktävlein      |
| 9  | 23e      | Ré   | 7 1/9’        | 3 5/9’        | 1 7/9’        | 8/9’          | 4/9’          | Neuvième         | Vigesimaterza   | Twenty-Third   | None           |
| 10 | 24e      | Mi   | 6 2/5’        | 3 1/5’        | 1 3/5’        | 4/5’          | 2/5’          | Tiercelette      | Vigesimaquarta  | Twenty-Forth   | Klein-Terz     |
| 11 | 25e      | Fa   | 5 9/11’       | 2 10/11’      | 1 5/11’       | 8/11’         | 4/11’         | Onzième (Quarte) | Vigesimaquinta  | Twenty-Fifth   | Quarte         |
| 12 | 26e      | Sol  | 5 1/3’        | 2 2/3’        | 1 1/3’        | 2/3’          | 1/3’          |                  | Vigesimasesta   | Twenty-Sixth   | Klein-Quinte   |
| 13 | 27e      | La   | 4 12/13’      | 2 6/13’       | 1 3/13’       | 8/13’         | 4/13’         | Treizième        | Vigesimasettima | Twenty-Seventh | Sexte          |
| 14 | 28e      | Si♭  | 4 4/7’        | 2 2/7’        | 1 1/7’        | 4/7’          | 2/7’          |                  |                 | Twenty-Eighth  | Septime        |
| 15 | 28e      | Si   | 4 4/15’       | 2 2/15’       | 1 1/15’       | 8/15’         | 4/15’         |                  |                 |                |                |
| 16 | 29e      | Do   | 4’            | 2’            | 1’            | 1/2’          | 1/4’          |                  |                 | Twenty-Ninth   | Oktävlein      |
| 17 |          | Do♯  | 3 13/17’      | 1 15/17’      | 16/17’        | 8/17’         | 4/17’         | Dix-septième     |                 |                |                |
| 18 | 30e      | Ré   | 5 1/9’        | 2 7/9’        | 8/9’          | 4/9’          | 2/9’          |                  |                 |                |                |
| 19 |          | Mi♭  | 3 7/19’       | 1 13/19’      | 16/19’        | 8/19’         | 4/19’         | Tierce mineure   |                 |                |                |
| 20 | 31e      | Mi   | 3 1/5’        | 1 3/5’        | 4/5’          | 2/5’          | 1/5’          |                  |                 | Thirty-First   |                |
| 21 |          |      | 3 1/21’       | 1 11/21’      | 16/21’        | 8/21’         | 4/21’         | Vingt-et-unième  |                 |                |                |
| 22 | 32e      | Fa   | 2 10/11’      | 1 5/11’       | 8/11’         | 4/11’         | 2/11’         |                  |                 |                | Undezime       |
| 23 |          |      |               |               |               | 8/23'         | 4/23’         |                  |                 |                |                |
| 24 | 33e      | Sol  | 2 2/3’        | 1 1/3’        | 2/3’          | 1/3’          | 1/6’          |                  | Trigesimaterza  | Thirty-Third   |                |
| 25 |          |      |               |               |               | 8/25'         | 4/25’         |                  |                 |                |                |
| 26 | 34e      | La   | 2 6/13’       | 1 3/13’       | 8/13’         | 4/13’         | 2/13’         |                  |                 |                |                |
| 27 |          |      |               |               | 16/27’        | 8/27’         | 4/27’         | Sixte            |                 |                |                |
| 28 | 35e      | Si♭  | 2 2/7’        | 1 1/7’        | 4/7’          | 2/7’          | 1/7’          |                  |                 |                |                |
| 29 |          |      |               |               |               | 8/29'         | 4/29’         |                  |                 |                |                |
| 30 | 35e      | Si   | 2 2/15’       | 1 1/15’       | 8/15’         | 4/15’         | 2/15’         |                  |                 | Thirty-Fifth   |                |
| 31 |          |      |               |               |               | 8/31'         | 4/31’         |                  |                 |                |                |
| 32 | 36e      | Do   | 2’            | 1’            | 1/2’          | 1/4’          | 1/8’          |                  | Trigesimasesta  | Thirty-Sixth   |                |
| 48 | 40e      | Sol  | 1 1/3’        | 2/3’          | 1/3’          | 1/6’          | 1/12’         | Quarantième      | Quadragesima    | Fortieth       |                |
| 64 | 43e      | Do   | 1’            | 1/2’          | 1/4’          | 1/8’          | 1/16’         |                  | LXIIIª          | Forty-third    |                |

Les notes correspondant à chaque harmonique ne sont données qu’à titre indicatif et sont approximatives. La gamme harmonique ne donne pas toutes les notes de la gamme diatonique.
Par exemple, le onzième harmonique, bien que proche de la sous-dominante, n’entre pas dans la gamme naturelle. Le rapport entre la tonique et la sous-dominante est de 4/3 alors que la onzième est de 11/8 (1,333 contre 1,375). En revanche d’autres harmoniques collent parfaitement avec la note diatonique correspondante : la tierce (sous-entendu majeure), la neuvième et la quinte. Ce n’est pas un hasard si ce sont d’ailleurs les harmoniques les plus utilisés dans les jeux d’orgue.

## L'adjectifgrosougrosse
On place l'adjectif gros ou grosse, parfois grand ou grande, devant le nom de certaines mutations lorsque ces jeux parlent une ou deux octaves plus bas que la mutation basée sur les harmoniques du 8 pieds. On trouve habituellement les noms suivants : gros nasard, grosse quinte, grande quinte, grosse tierce, grosse septième, grosse neuvième.

## Noms italiens
Les mutations des orgues italiennes sont généralement nommées avec le numéro de leur note initiale, compté sur l'échelle diatonique à partir du do1. Elles sont presque exclusivement construites avec des tuyaux de principaux et correspondent en fait à des rangs de mixtures séparés, l'ensemble étant appelé Ripieno. Les mutations les plus aiguës ne suivent pas une échelle de progression continue mais ont des reprises, afin de ne pas dépasser le seuil d'acuité auditive.
Seuls le Nazardo et la Terza sont en principe construits avec des tuyaux de la famille des flûtes et ne font pas partie du Ripieno (mixture) mais du Cornetto (Cornet).
La graphie varie cependant selon les organiers et les époques. Voici donc un tableau d'équivalences (les noms en italique désignent de jeux rares ou peu usités) :
| Position | Note | Taille | En un mot           | En plusieurs mots  | Mixte romain      | Mixte arabe     | Romain  |
| -------- | ---- | ------ | ------------------- | ------------------ | ----------------- | --------------- | ------- |
| unisson  | Do   | 8’     | Base                |                    |                   |                 |         |
| 3e       | Mi   | 6 2/5’ | Terza               |                    |                   |                 | IIIª    |
| 5e       | Sol  | 5 1/3’ | Quinta              |                    |                   |                 | Vª      |
| octave   | Do   | 4’     | Ottava              |                    |                   |                 | VIIIª   |
| 10e      | Mi   | 3 1/5’ | Decima              |                    |                   |                 | Xª      |
| 12e      | Sol  | 2 2/3’ | Duodecima Nazardo   | Decima seconda     | Decima IIª        | Decima 2ª       | XIIª    |
| 15e      | Do   | 2’     | Quintadecima        | Decima quinta      | Decima Vª         | Decima 5ª       | XVª     |
| 17e      | Mi   | 1 3/5’ | Decimasettima Terza | Decima settima     | Decima VIIª       | Decima 7ª       | XVIIª   |
| 19e      | Sol  | 1 1/3’ | Decimanona          | Decima nona        | Decima IXª        | Decima 9ª       | XIXª    |
| 21e      | Si♭  | 1 1/7’ | Vigesimaprima       | Vigesima prima     | Vigesima Iª       | Vigesima 1ª     | XXIª    |
| 22e      | Do   | 1’     | Vigesimaseconda     | Vigesima seconda   | Vigesima IIª      | Vigesima 2ª     | XXIIª   |
| 23e      | Ré   | 8/9’   | Vigesimaterza       | Vigesima terza     | Vigesima IIIª     | Vigesima 3ª     | XXIIIª  |
| 24e      | Mi   | 4/5’   | Vigesimaquarta      | Vigesima quarta    | Vigesima IVª      | Vigesima 4ª     | XXIVª   |
| 25e      | Fa   | 8/11’  | Vigesimaquinta      | Vigesima quinta    | Vigesima Vª       | Vigesima 5ª     | XXVª    |
| 26e      | Sol  | 2/3’   | Vigesimasesta       | Vigesima sesta     | Vigesima VIª      | Vigesima 6ª     | XXVIª   |
| 27e      | La   | 8/13’  | Vigesimasettima     | Vigesima settima   | Vigesima VIIª     | Vigesima 7ª     | XXVIIª  |
| 28e      | Si♭  | 4/7’   | Vigesimaottava      | Vigesima ottava    | Vigesima VIIIª    | Vigesima 8ª     | XXVIIIª |
| 29e      | Do   | 1/2’   | Vigesimanona        | Vigesima nona      | Vigesima IXª      | Vigesima 9ª     | XXIXª   |
| 31e      | Mi   | 2/5’   | Trigesimaprima      | Trigesima prima    | Trigesima Iª      | Trigesima 1ª    | XXXIª   |
| 33e      | Sol  | 1/3’   | Trigesimaterza      | Trigesima terza    | Trigesima IIIª    | Trigesima 3ª    | XXXIIIª |
| 35e      | Si♭  | 2/7’   | Trigesimaquinta     | Trigesima quinta   | Trigesima Vª      | Trigesima 5ª    | XXXVª   |
| 36e      | Do   | 1/4’   | Trigesimasesta      | Trigesima sesta    | Trigesima VIª     | Trigesima 6ª    | XXXVIª  |
| 40e      | Sol  | 1/6’   | Quadragesima        |                    |                   |                 | XLª     |
| 43e      | Do   | 1/8’   | Quadragesimaterza   | Quadragesima terza | Quadragesima IIIª | Quadragesima 3ª | XLIIIª  |